# Myrmica colax
Myrmica colax és una espècie de formiga de la subfamília dels mirmicins (Myrmicinae), originalment descrita per Cole com a Paramyrmica colax. Viuen a les Muntanyes Davis, a Texas. Varen ser trobades en una colònia de Myrmica striolagaster, de morfologia similar i es va considerar que podien ser inquilines.